# Brakøyholmane
Brakøyholmane, est une île dans le landskap Sunnhordland du comté de Vestland. Elle appartient administrativement à Lindås.

## Géographie
Rocheuse et couverte de bosquets, elle s'étend sur environ 149 m de longueur pour une largeur approximative de 46 m.  